# Diglyphomorphomyia albiclava
Diglyphomorphomyia albiclava är en stekelart som först beskrevs av Girault 1915.  Diglyphomorphomyia albiclava ingår i släktet Diglyphomorphomyia och familjen finglanssteklar. Inga underarter finns listade i Catalogue of Life.